# Soutien de famille (Angel)
Soutien de famille est le 12e épisode de la saison 3 de la série télévisée Angel.

## Synopsis
L'équipe d'Angel Investigations décide d'investir dans la publicité afin d'attirer plus de clients. Fred crée un site web pour l’agence tandis que Gunn et Wesley distribuent des prospectus. Cela marche si bien qu'ils doivent se séparer pour enquêter sur plusieurs affaires à la fois. Angel, obnubilé par l'idée d'assurer l'avenir de Connor, est surtout intéressé par l'argent de ses clients et Cordelia s'en inquiète. Gunn et Wesley aident une femme à se débarrasser de son ex-petit ami devenu un zombie. Angel nettoie un nid de vampires mais s'aperçoit que la personne qui l'a engagé est un imposteur et ne peut pas le payer. Et des démons offrent à Fred et Lorne une forte somme d'argent pour qu'ils les aident à résoudre un puzzle. Mais il s'agit d'un piège, les démons convoitant la tête de Fred.
Cordelia a une vision de Fred en danger mais ne peut joindre les autres, tous occupés par leurs affaires. Elle part donc seule à son aide en prenant Connor avec elle. Wesley et Gunn finissent par arriver aussi et Angel un peu plus tard, ce qui permet au groupe de se débarrasser des démons. Angel reconnaît ensuite qu'il a accordé trop d'importance à faire rentrer l'argent et que la mission et la famille passent avant tout.

## Statut particulier
Noel Murray, du site The A.V. Club, évoque un épisode qui plonge « directement dans l'action et comporte quelques rebondissements astucieux » mais dont les trois histoires ne sont pas suffisamment développées pour aller au-delà de « brèves sensations fortes », donnant ainsi le sentiment d'un gaspillage d'idées. Ryan Bovay, du site Critically Touched, lui donne la note de F, évoquant un épisode « stupide au point d'en être insultant » dont le thème, l'argent est moins important que la famille et les amis, est « douloureusement hors de propos » à ce stade de la série, les personnages ayant depuis longtemps dépassé ce stade et le comportement d'Angel dans cet épisode étant particulièrement « superficiel et ridicule ».

## Distribution

### Acteurs crédités au générique
- David Boreanaz : Angel
- Charisma Carpenter : Cordelia Chase
- Alexis Denisof : Wesley Wyndam-Pryce
- J. August Richards : Charles Gunn
- Amy Acker : Winifred « Fred » Burkle

### Acteurs crédités en début d'épisode
- Andy Hallett : Lorne
- Laurel Holloman : Justine Cooper
- Jeffrey Dean Morgan : Sam Ryan
- Eric Bruscotter : Brian
- Sunny Mabrey : Allison
- Tony Pasqualini : Harlan Elster
- Keith Szarabajka : Daniel Holtz